# Guttet-Feschel
Guttet-Feschel is een gemeente in het Zwitserse kanton Wallis, en maakt deel uit van het district Leuk.
Guttet-Feschel telt 432 inwoners.

## Geschiedenis
De gemeente is op 1 oktober 2000 ontstaan door de fusie van de toenmalige zelfstandige gemeenten Feschel en Guttet.